# Sub Sub
Sub Sub var en brittisk dansmusikgrupp från Manchester bildad 1991. Gruppen bestod då av Jimi Goodwin, Andy och Jez Williams. De tre träffades på en skola, och tillbringade därefter mycket av tiden på nattklubben The Haçienda. Sub Sub hade sin storhetstid under början av 1990-talet med singeln "Ain't No Love (Ain't No Use)" (med bland annat gästsångaren Melanie Williams) som nådde nummer 3 på den brittiska singellistan. Efter att en brand förstörde bandets studio år 1996 bildade de en ny, indieinriktad, musikgrupp kallad Doves år 1998.

## Medlemmar
- Jez Wiiliams (f. Jeremy Francis Williams 18 februari 1970 i Manchester, England) – sång, gitarr, synthesizer, basgitarr, piano, orgel, banjo, melodika, slagverk
- Jimi Goodwin (f. Jamie Francis Alexander Goodwin 28 maj 1970 i Manchester, England) – sång, basgitarr, gitarr, trummor, slagverk, bouzouki, munspel, dulcimer)
- Andy Williams (f. Andrew Sebastian Williams, tvillingbror till Jez) – sång, trummor, slagverk, keyboard, melodika, munspel, synthesizer

## Diskografi
Album
- 1994 – Full Fathom Five
- 1998 – Delta Tapes

Singlar/EP
- 1991 – "Space Face"
- 1991 – "Space Face (Todd Terry remix)"
- 1992 – Coast EP
- 1993 – "Ain't No Love (Ain't No Use)" (#3 på UK Singles Chart)
- 1993 – "Ain't No Love (Ain't No Use) (remix)"
- 1994 – "Respect (Sub Sub singel)" (UK #49)
- 1994 – "Angel (Sub Sub singel)"
- 1995 – "Southern Trees"
- 1996 – "Smoking Beagles"
- 1997 – "This Time I'm Not Wrong"